# Initiative populaire « pour des médicaments à moindre prix »
L'initiative populaire  « pour des médicaments à moindre prix » est une initiative populaire fédérale suisse, rejetée par le peuple et les cantons le 4 mars 2001.

## Contenu
L'initiative propose de modifier l'article 34bis de la Constitution fédérale pour autoriser sans contrôle supplémentaire la distribution de tous les médicaments autorisés dans les pays limitrophes de la Suisse, à savoir en Allemagne, en France, en Italie et en Autriche, pour limiter au prix le plus bas le remboursement de médicaments par les caisses-maladie et pour obliger la délivrance de médicaments génériques s'ils existent.
Le texte complet de l'initiative peut être consulté sur le site de la Chancellerie fédérale.

## Déroulement

### Contexte historique
En Suisse, l'assurance-maladie et accidents est la plus ancienne assurance sociale au niveau fédéral ; en effet, l'article constitutionnel 34bis qui définit cette assurance existe depuis 1890. La loi d'application, quant à elle, date du 13 juin 1911 et, après un premier refus populaire le 20 mai 1900, a été approuvée en votation le 4 février 1912 ; elle n'a pas, jusqu'à cette proposition, subi de changements importants : elle définit une assurance-maladie individuelle, facultative et subventionnée et une assurance contre les accidents professionnels obligatoire pour les travailleurs, dont les frais sont partagés entre les employeurs et les salariés.
Bien qu'elle ne soit pas obligatoire, l'assurance-maladie voit son succès aller en grandissant au fil des années : de 14 % de la population en 1915, le taux de personnes assurées passe à 48 % en 1945 et à 89 % en 1970. Sur le plan des prestations, ce sont les frais médico-pharmaceutiques qui augmentent fortement, faisant plus que doubler entre 1960 et 1970 par exemple.
À partir de 1970, les demandes de révisions de la loi sur l'assurance-maladie et l'assurance accidents se multiplient au Parlement : les députés demandent le passage à une assurance obligatoire, la création d'une assurance-maternité et d'une assurance familiale, un financement spécial des frais hospitaliers et une révision du financement et des prestations. Afin de faire le point sur ce sujet, le Conseil fédéral nomme, en février 1969, une commission de 50 membres ; celle-ci rend son rapport le 18 avril 1972, dans lequel elle préconise la création d'une assurance hospitalisation obligatoire, détachée de l'assurance maladie et financée par un relèvement des cotisations sociales ; cette proposition sera ultérieurement connue sous le nom de « modèle de Flims ». Sa publication provoque un vif débat duquel surgissent trois autres propositions (appelées « Modèle 1972 », « Modèle de Soleure » et « Modèle Grütli »).
Entre-temps, une initiative populaire « pour une meilleure assurance-maladie » est déposée par le Parti socialiste suisse en 1970 afin de rendre obligatoire l'assurance-maladie, l'assurance-maternité et l'assurance-accidents pour les travailleurs. Ni cette proposition, ni le contre-projet direct proposé par le gouvernement ne seront approuvés lors de la votation du 8 décembre 1974.
Immédiatement après ce double refus populaire, plusieurs parlementaires demandent une révision de la loi sur l'assurance-maladie ; le Conseil fédéral forme alors une nouvelle commission chargée de préparer une révision partielle de cette loi. Cette dernière rend son rapport le 5 juillet 1977, rapport utilisé par le Conseil fédéral pour établir une proposition de loi qu'il présente le 19 août 1981 et qui, selon ses auteurs « se limite aux modifications considérées comme particulièrement urgentes » en élargissant le cercle des bénéficiaires, en étendant partiellement les prestations et en rendant obligatoire l'assurance perte de gain. Un nouveau refus populaire de révision partielle de l'assurance-maladie enterre ces travaux le 6 décembre 1987.
Pendant la période de discussion sur la votation de la révision de 1987, le concordat des caisses-maladie suisses lance une nouvelle initiative populaire non pas pour modifier l'organisation ou la couverture accordée par l'assurance-maladie, mais pour en maîtriser les coûts ; cette initiative est à son tour refusée en votation le 16 février 1992. Le même sort est réservé à l'initiative populaire « pour une saine assurance-maladie » du Parti socialiste, qui est rejetée en votation le 4 décembre 1994, le jour même où la nouvelle loi sur l'assurance-maladie (LAMal), qui définit comme objectifs principaux la couverture des besoins en soins, la solidarité et la maîtrise des coûts, est acceptée par près de 52 % des votants.
Trois ans après l'entrée en vigueur de cette révision, le groupe Denner relève que, contrairement à la volonté des autorités de maîtriser les coûts, « les primes de l’assurance-maladie croissent sans cesse, le marché libre en matière d’assurance-maladie est un vain mot, et [..] la solidarité entre patients et assurés des diverses classes d’âge ne fonctionn[e] pas ». Le groupe lance alors une première initiative intitulée « pour des coûts hospitaliers moins élevés » qui propose de limiter le remboursement des caisses-maladie aux frais d'hospitalisation ; cette initiative est rejetée le 26 novembre 2000, ce qui n'empêche pas le groupe Denner de lancer cette nouvelle initiative basée sur une analyse selon laquelle « les médicaments vendus en Suisse étaient en général trop chers par rapport à ceux qui sont vendus à l’étranger » et qui, selon les initiants, devrait permettre d'économiser 5 % des 4,5 milliards de francs dépensés alors chaque année pour les médicaments.

### Récolte des signatures et dépôt de l'initiative
La récolte des 100 000 signatures nécessaires débute le 12 août 1997. Le 12 décembre de la même année, l'initiative est déposée à la Chancellerie fédérale, qui constate son aboutissement le 12 février 1998.

### Discussions et recommandations des autorités
Le Parlement et le Conseil fédéral recommandent le rejet de l'initiative. Dans son message aux Chambres fédérales, le gouvernement dit approuver l'objectif défendu par l'initiative, mais en rejette la forme sous prétexte qu'une reconnaissance unilatérale des autorisations de vente de médicaments pourrait avoir des conséquences graves sur la sécurité sans apporter avec certitude une réduction des coûts, les intermédiaires pouvant augmenter leurs marges bénéficiaires sans répercuter la baisse de coût sur le public.
Les recommandations de vote des partis politiques sont les suivantes : 
| Parti politique              | Recommandation  |
| ---------------------------- | --------------- |
| Démocrates suisses           | non             |
| Parti chrétien-social        | non             |
| Parti démocrate-chrétien     | non             |
| Parti évangélique            | non             |
| Parti libéral                | non             |
| Parti de la liberté          | non             |
| Parti radical-démocratique   | non             |
| Parti socialiste             | Liberté de vote |
| Union démocratique du centre | non             |
| Union démocratique fédérale  | non             |
| Les Verts                    | non             |

### Votation
Le 4 mars 2001, l'initiative est refusée par la totalité des 20 6/2 cantons et par 69,1 % des suffrages exprimés. Le tableau ci-dessous détaille les résultats par canton :

## Effet
Même après ce refus populaire, plusieurs nouvelles initiatives populaires sont déposées dans les années 2000 dans le but de réduire les coûts de l'assurance-maladie selon différentes formules : en finançant l'assurance par un relèvement de la TVA et par une cotisation déterminée en fonction du revenu pour l'initiative populaire « La santé à un prix abordable » rejetée le 18 mai 2003 ou enfin en instaurant une caisse unique dont les primes seraient fixées en fonction de la capacité économique de l'assuré pour l'initiative populaire « Pour une caisse maladie unique et sociale » rejetée le 11 mars 2007.
Outre ces initiatives, plusieurs autres propositions n'obtiendront pas le nombre de signatures nécessaires ; c'est le cas pour l'initiative « pour des primes d'assurance-maladie proportionnelles au revenu et à la fortune » en 1998, l'initiative « pour un revenu assuré en cas de maladie » dite « initiative indemnité journalière » l'année suivante, l'initiative « pour une assurance de base minimale et des primes d'assurance-maladie abordables » en 2002, l'initiative « Pour une maîtrise des primes de l'assurance maladie » en 2003 et enfin l'initiative « pour la suppression de l'obligation de s'assurer contre la maladie » en 2004.